# Muli
Muli fou un estat trinutari protegit de l'agència de Kathiawar, prant de Jhalawar, presidència de Bombai, estat de quarta classe al Kathiawar regit per rajpurts parmars o pramares (l'únic estat paramara de Kathiawar) suposats descendents del mateix ancestre que els cèlebres Raja Vir Vikram, Raja Bhoj i Raja Jagdev Parmar. La superfície era de 344 km² i la població el 1872 de 17.861 habitants i el 1881 de 19.832, repartits en 19 pobles. La població el 1901 era de 15.136 habitants (en 20 pobles); el 1921 era de 16.390 habitants i el 1931 de 17.109. El territori era pla amb només algun turons baixos. El clima era sec i calorós. Cultivava gra i cotó; el port més proper era el de Dholera. El govern corresponia a un thakur que de fet només governava dos pobles, mentre els altres 17 estaven en mans de tributaris feudataris. El thakur el 1881 era Pramara Sartansinghji que disposava d'una força de 222 soldats (1883) i tenia uns ingressos estimats de 10.000 lliures i pagava un tribut de 935 lliures conjuntament al govern britànic i al nawab de Junagarh; la capital era Muli a 22° 38′ N, 71° 30′ E / 22.633°N,71.500°E a uns 20 km al sud-oest de Wadhwan, amb una població de 6.357 habitants el 1881, la majoria hindús. Va emetre diversos segells (court fee) entre 1912 i 1948. Els parmars vivien originalment al Sind (a Thar Parkar) i van entrar a Kathiawar vers 1470 o 1475 dirigits per Laghdirji; aquest fou el primer sobirà (Lagdhirji I) i va adquirir les parganes de Muli, Than, Chobari i Chotila (amb 24 pobles cadascuna). Muli fou fundada pel primer thakur agafant el nom d'una dona rabari. Després de tres generacions els kathls van passar a Than i poc després es van apoderar de Chotila que van conservar; els parmars (o ponwars) van conservar només Muli i rodalia.

## Llista de thakurs
- 1. Thakore Saheb LAGDHIRJI I vers 1470-1482
- 2. Thakore Saheb RAMOJI LAGDHIRJI (fill)
- 3. Thakore Saheb BHOJRAJJI I RAMOJI (fill)
- 4. Thakore Saheb SAMATSINHJI BHOJRAJJI (fill)
- 5. Thakore Saheb LAGDHIRJI II SAMATSINHJI (fill)
- 6. Thakore Saheb BHOJRAJJI II LAGHDIRJI (fill)
- 7. Thakore Saheb CHACHOJI BHOJRAJJI (fill)
- 8. Thakore Saheb RATANJI I CHACHOJI (fill)
- 9. Thakore Saheb KARANJI RATANJI (fill)
- 10. Thakore Saheb JAGDEVJI KARANJI (fill)
- 11. Thakore Saheb RAMSINHJI JAGDEVJI (fill)
- 12. Thakore Saheb RAISINHJI RAMSINHJI (fill)
- 13. Thakore Saheb RATANJI II RAISINHJI (fill)
- 14. Thakore Saheb KALYANSINHJI I RATANJI (fill)
- 15. Thakore Saheb MUNJOJI KALYANSINHJI (fill)
- 16. Thakore Saheb RATANJI III MUNJOJI (fill)
- 17. Thakore Saheb KALYANSINHJI II RATANJI, àlies Bapji (fill)
- 18. Thakore Saheb RAMABHAI KALYANSINHJI 1807-? (fill)
- 19. Thakore Saheb VAKHATSINHJI RAMABHAI ?-1870 (fill)
- 20. Thakore Saheb SARTANSINHJI RAMABHAI 1870-1894 (adoptat, descendent en sisena generació d'un germà de Ratanji II, de nom original Kumar Shri Sartansinhji Kasalji
- 21. Thakore Saheb HIMATSINHJI SARTANSINHJI 1894/1902-1905 (fill)
- 22. Thakore Saheb Shri HARISHCHANDRASINHJI HIMATSINHJI 1905-? (fill)
- 23. Thakore Saheb Shri DHARMENDRASINHJI HARISHCHANDRASINHJI (fill)